# Rolando Maran
Rolando Maran (Trento, 14 juli 1963) is een Italiaans voetbaltrainer en voormalig voetballer die speelde als verdediger.